# Pavonia gallaensis
Pavonia gallaensis är en malvaväxtart som beskrevs av Oskar Eberhard Ulbrich. Pavonia gallaensis ingår i släktet påfågelsmalvor, och familjen malvaväxter. Inga underarter finns listade i Catalogue of Life.